# Pierdut familie!
Pierdut familie! (Relative Strangers) este un film independent de comedie din 2006 regizat de Greg Glienna. În rolurile principale au interpretat actorii Danny DeVito, Kathy Bates, Ron Livingston și Neve Campbell.

## Distribuție
- Danny DeVito - Frank Menure
- Kathy Bates - Agnes Menure
- Ron Livingston - Richard Clayton/Menure
- Neve Campbell - Ellen Minnola
- Beverly D'Angelo - Angela Minnola
- Bob Odenkirk - Mitch Clayton
- Edward Herrmann - Doug Clayton
- Christine Baranski - Arleen Clayton
- Martin Mull - Jeffry Morton
- Michael McKean - Ken Hyman
- M. C. Gainey - Spicer
- Star Jones - Holly Davis
- Tracey Walter - Toupee Salesman

Triple H & Dave Batista - roluri cameo - professional wrestlers